# Stazione di Bayreuth Centrale
La stazione di Bayreuth Centrale (in tedesco Bayreuth Hbf) è la principale stazione ferroviaria della città tedesca di Bayreuth.